# Fintry

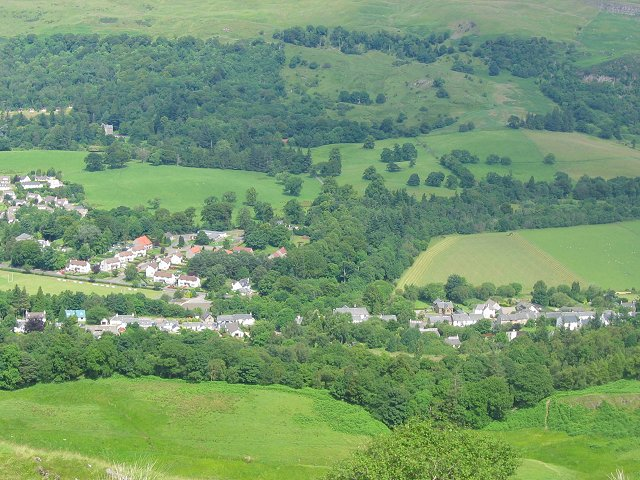
Uma vista de Fintry.

Fintry é um pequeno vilarejo situado na região central da Escócia, distante 35 km ao norte de Glasgow. Faz parte da área de conselho de Stirling.
De acordo com o censo de 2001, Fintry e a área rural circundante possuia uma população de 691 habitantes.
Nesta localidade está localizado o castelo de Culcreuch.